# 26 Ophiuchi
26 Ophiuchi är en gulvit stjärna i huvudserien i stjärnbilden Ormbäraren.
26 Ophiuchi har visuell magnitud +5,73 och är synlig för blotta ögat vid god seeing. Den befinner sig på ett avstånd av ungefär 110 ljusår.